# Saison 2 de Babylon 5
Chronologie
Saison 1 Saison 3
Cet article présente le guide de la deuxième saison de la série télévisée américaine Babylon 5.

## Synopsis
Une semaine après que le Président de l'Alliance Terrienne soit mort dans l'explosion de son vaisseau dans ce qui est officiellement un accident, le Capitaine John Sheridan est nommé à la tête de Babylon 5. Mais il devra très vite faire face à la vive hostilité des Minbaris, sans compter qu'il se retrouvera avec une guerre entre la République Centaurie et le Régime Narn. En outre, une ancienne race destructrice fait son retour et Sheridan commence à soupçonner que l'accident du vaisseau n'en était pas un. Ses doutes l'amènent a rejoindre une conspiration de la Lumière pour lutter contre cette race et découvrir la vérité sur ce soi-disant "accident".

## Distribution

### Acteurs principaux
- Bruce Boxleitner (VF : Hervé Bellon ou Bruno Carna) : Capitaine John Sheridan, commandant de la station
- Claudia Christian (VF : Laurence Crouzet) : Lieutenant-Commandant/Commandant Susan Ivanova, commandant en second de la station
- Jerry Doyle (VF : Georges Caudron) : Major Michael Garibaldi, chef de la sécurité de la station
- Richard Biggs (VF : Bertrand Liebert) : Docteur Stephen Franklin, médecin-chef de la station
- Mira Furlan (VF : Véronique Augereau) : Ambassadrice Delenn de la Fédération Minbarie
- Andreas Katsulas (VF : Jean-Pierre Leroux) : Ambassadeur G'Kar du Régime Narn
- Peter Jurasik (VF : Gilbert Levy) : Ambassadeur Londo Mollari de la République Centaurie
- Ardwight Chamberlain (en) (VF : Michel Tugot-Doris ou Pierre Hatet) : Ambassadeur Kosh Naranek de l'Empire Vorlon

### Acteurs récurrents
- Bill Mumy (VF : Serge Faliu) : Lennier, attaché diplomatique de Delenn
- Stephen Furst (VF : Daniel Lafourcade) : Vir Cotto, attaché diplomatique de Londo Mollari
- Mary Kay Adams (en) (VF : Anne Ludovik) : Na'Toth, attachée diplomatique de G'Kar
- Jeff Conaway (VF : Patrick Borg) : Sergent Zack Allan, second de Garibaldi
- Andrea Thompson (VF : Sophie Lepanse) : Talia Winters, télépathe commerciale du Corps Psi
- Joshua Cox : Lieutenant David Corwin, responsable du Dôme de Commande de Babylon 5
- Robert Rusler : Lieutenant Warren Keffer, chef de l'escadron Zêta
- Marianne Robertson : Technicienne du Dôme de Commande
- David Crowley : Officier Lou Welch
- William Forward : Lord Antono Refa

### Invités
- Robert Foxworth : Général Willam Hague, Chef d'État-Major des Forces Terriennes
- Walter Koenig (VF : Philippe Peythieu) : Alfred Bester, Agent Spécial du Corps Psi
- Patricia Tallman (VF : Marie-Laure Beneston) : Lyta Alexander, télépathe et attachée diplomatique de Kosh
- Ed Wasser (en) (VF : Jean-François Aupied) : M. Morden, émissaire des Ombres

## Épisodes

### Épisode 1:Nouveau Départ
- États-Unis : 2 novembre 1994

- Richard Grove (Capitaine Kalain)
- Jennifer Anglin (Alyt Deeron)
- Robin Sachs (Hedronn)
- Michael McKenzie (Capitaine Vastor)
- Robert Foxworth (Général Willam Hague)
- Joshua Cox (Lieutenant David Corwin)
- Robert Rusler (Lieutenant Warren Keffer)

### Épisode 2:Révélations
- États-Unis : 9 novembre 1994

- David Crowley (Officier Lou Welch)
- Macaulay Bruton (Chef adjoint Jack)
- Ed Wasser (Mr Morden)
- Beverly Leech (Elizabeth Sheridan)
- Gary McGurk (Président William Morgan Clark)
- Beth Toussaint (Anna Sheridan)

### Épisode 3:La Géométrie des Ombres
- États-Unis : 16 novembre 1994

- Kim Strauss (Drazi vert #1)
- Jonathan Chapman (Drazi vert #2)
- Neil Bradley (Drazi mauve)
- David Crowley (Officier Lou Welch)
- Joshua Cox (Lieutenant David Corwin)
- William Forward (Lord Antono Refa)
- Michael Ansara (Mage Elric)
- Edward Conery (Edgar Devereaux)

### Épisode 4:Une étoile éloignée
- États-Unis : 23 novembre 1994

- Russ Tamblyn (Capitaine Jack Maynard)
- Daniel Beer (Lieutenant Patrick)
- Joshua Cox (Lieutenant David Corwin)
- Robert Rusler (Lieutenant Warren Keffer)
- Art Kimbro (Commandant Ray Galus)
- Patty Toy (Enseigne Ogilvie)
- Miguel A. Nunez, Jr. (Douanier Orwell)
- Sandey Grinn (Teronn)

### Épisode 5:L’Ennemi du passé
- États-Unis : 30 novembre 1994

- Anne-Marie Johnson (Mariah Cirrus)
- Dwight Schultz (Amis)
- Kim Strauss (Ambassadeur Fashar)

### Épisode 6:L’Espion
- États-Unis : 7 décembre 1994

- Michael Beck (Abel Horn)
- Adrienne Barbeau (Amanda Carter)
- James Shigeta (Taro Isogi)
- Jessica Walter (Sénatrice Elise Voudreau)
- Annie Grindlay (Bureau 13)
- Joshua Cox (Lieutenant David Corwin)

### Épisode 7:Compagnons d’âme
- États-Unis : 14 décembre 1994

- Lois Nettleton (Daggair)
- Blair Valk (Mariel)
- Jane Carr (Timov)
- Keith Szarabajka (Matthew Stoner)
- David Crowley (Officier Lou Welch)
- Carel Struycken (Vendeur)

### Épisode 8:Les Télépathes de l’ombre
- États-Unis : 25 janvier 1995

- Walter Koenig (Alfred Bester)
- Brian Cousins (Rick)
- Apesanahkwat (Télépathe #1)
- Diane Dilascio (Télépathe #2)

### Épisode 9:La Venue des Ombres
- États-Unis : 1er février 1995

- Turhan Bey (Empereur Turhan)
- Malachi Throne (Premier Ministre Malachi)
- William Forward (Lord Antono Refa)
- Michael O'Hare (Ambassadeur Jeffrey Sinclair)
- Fredric Lehne (Ranger)

### Épisode 10:Les Troufions
- États-Unis : 8 février 1995

- Paul Winfield (Général Richard Franklin)
- Ryan Cutrona (Sergent-Major Plug)
- Marie Marshall (1re classe Elizabeth "Dodger" Durman)
- Ken Foree (1re Classe "Extra Large" Turnbow)
- Art Chudabala (1re Classe Yang)
- Robert Rusler (Lieutenant Warren Keffer)
- Morgan Hunter (Soldat Kleist)
- David Crowley (Officier Lou Welch)
- Joshua Cox (Lieutenant David Corwin)
- Mowava Pryor (Tonia Wallace)

### Épisode 11:Seul dans la nuit
- États-Unis : 15 février 1995

- Robert Foxworth (Général Willam Hague)
- Nick Corri (Lieutenant Carlos Ramirez)
- Joshua Cox (Lieutenant David Corwin)
- Marshall Teague (Ta'lon)
- Robin Sachs (Satai Hedronn)
- John Vickery (Satai Neroon)

### Épisode 12:Sacrifices
- États-Unis : 22 février 1995

- Ian Abercrombie (Ambassadeur Correlilmurzon)
- Paul Williams (Taq)
- Joshua Cox (Lieutenant David Corwin)
- Glenn Morshower (Officier Franke)

### Épisode 13:La Traque
- États-Unis : 1er mars 1995

- Bernie Casey (Agent Spécial Derek Cranston)
- Tony Steedman (Dr Everett Jacobs)
- Wanda De Jesus (Officier Sarah)
- Richard Moll (Max)
- Joshua Cox (Lieutenant David Corwin)

### Épisode 14:Mentir pour l’honneur
- États-Unis : 26 avril 1995

- Julie Caitlin Brown (Avocate Guinevere Corey)
- Robert Rusler (Lieutenant Warren Keffer)
- Sean Gregory Sullivan (Ashan)

### Épisode 15:Reportage
- États-Unis : 3 mai 1995

- Kim Zimmer (Cynthia Torqueman)
- José Rey (Superviseur Eduardo Delvientos)
- Christopher Curry (Sénateur Ronald Quantrell)
- Joshua Cox (Lieutenant David Corwin)
- John Christian Graas (Johnny)
- Leslie Wing (Mère de Johnny)
- Granville Ames (Agent Psi)

### Épisode 16:Dans l’ombre de Z’ha’dum
- États-Unis : 10 mai 1995

- Ed Wasser (M. Morden)
- Alex Hyde-White (Directeur Régional Pierce Macabee)

### Épisode 17:Le Duel
- États-Unis : 17 mai 1995

- Carmen Argenziano (Lord Urza Jaddo)
- William Forward (Lord Antono Refa)
- William Dennis Hunt (Lord Valo)
- Joshua Cox (Lieutenant David Corwin)

### Épisode 18:Le Châtiment divin
- États-Unis : 24 mai 1995

- Robert Rusler (Lieutenant Warren Keffer)
- Jim Norton (Dr Lazarenn)
- Kim Strauss (Ambassadeur Markhab)

### Épisode 19:Examens de confiance
- Royaume-Uni : 25 juillet 1995
- États-Unis : 11 octobre 1995

- Patricia Tallman (Lyta Alexander)
- Joshua Cox (Lieutenant David Corwin)

### Épisode 20:L’Armée de lumière
- Royaume-Uni : 1er août 1995
- États-Unis : 18 octobre 1995

- John Schuck  (Draal)
- William Forward (Lord Antono Refa)
- William Morgan Sheppard (Maître de Guerre G'Sten)
- Jonathan Chapman (Officier en second du Croiseur Narn)
- Rif Hutton (Journaliste ISN)

### Épisode 21:L’Inquisiteur
- Royaume-Uni : 8 août 1995
- États-Unis : 25 octobre 1995

- Wayne Alexander (Mr Sebastian)
- Jack Kehler (Mr Chase)
- Joshua Cox (Lieutenant David Corwin)

### Épisode 22:Crépuscule
- Royaume-Uni : 15 août 1995
- États-Unis : 1er novembre 1995

- Roy Dotrice (Ministre de la Paix Frederick Lantze)
- John Vickery (Vice-Ministre de la Paix Welles)
- Joshua Cox (Lieutenant David Corwin)
- Robert Rusler (Lieutenant Warren Keffer)
- Robin Sachs (Maître de Guerre Na'Kal)
- Rick Hamilton (Mitch Harvey)
- Donovan Brown (Ambassadeur Pak'Ma'Ra)
- Kim Strauss (Ambassadeur Vizak, des Drazi)